# Dorfkirche Olderup

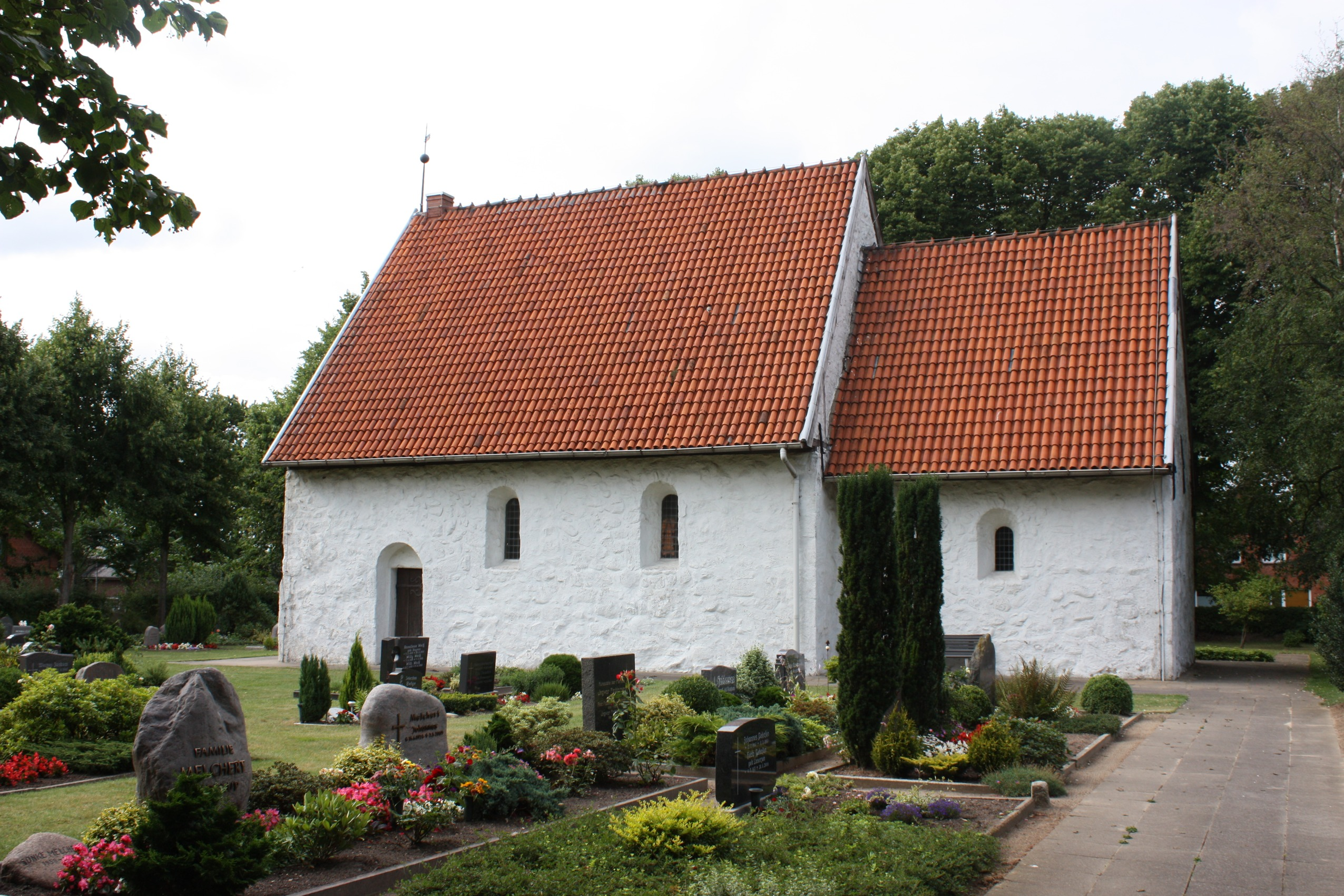
Dorfkirche Olderup

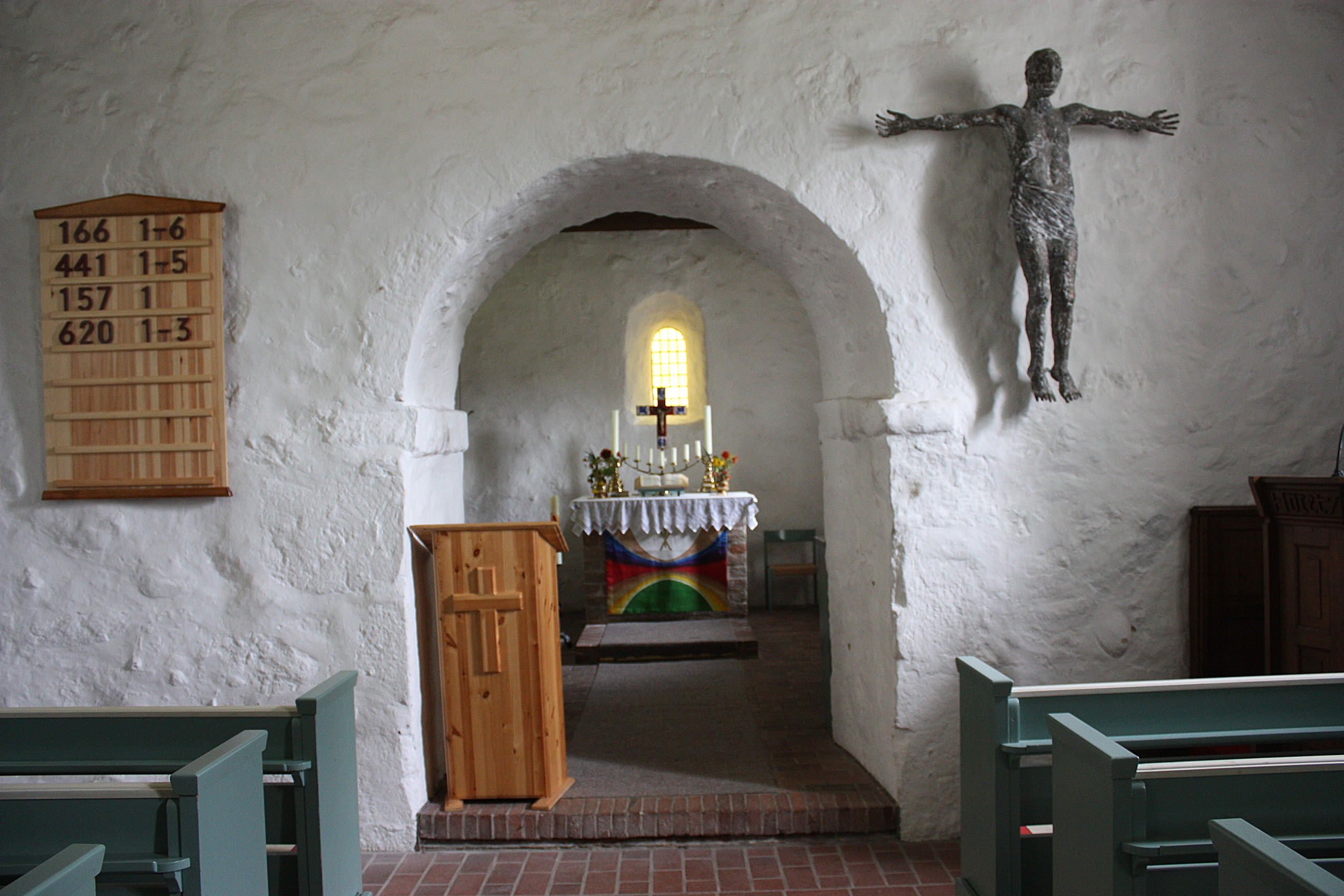
Innenraum

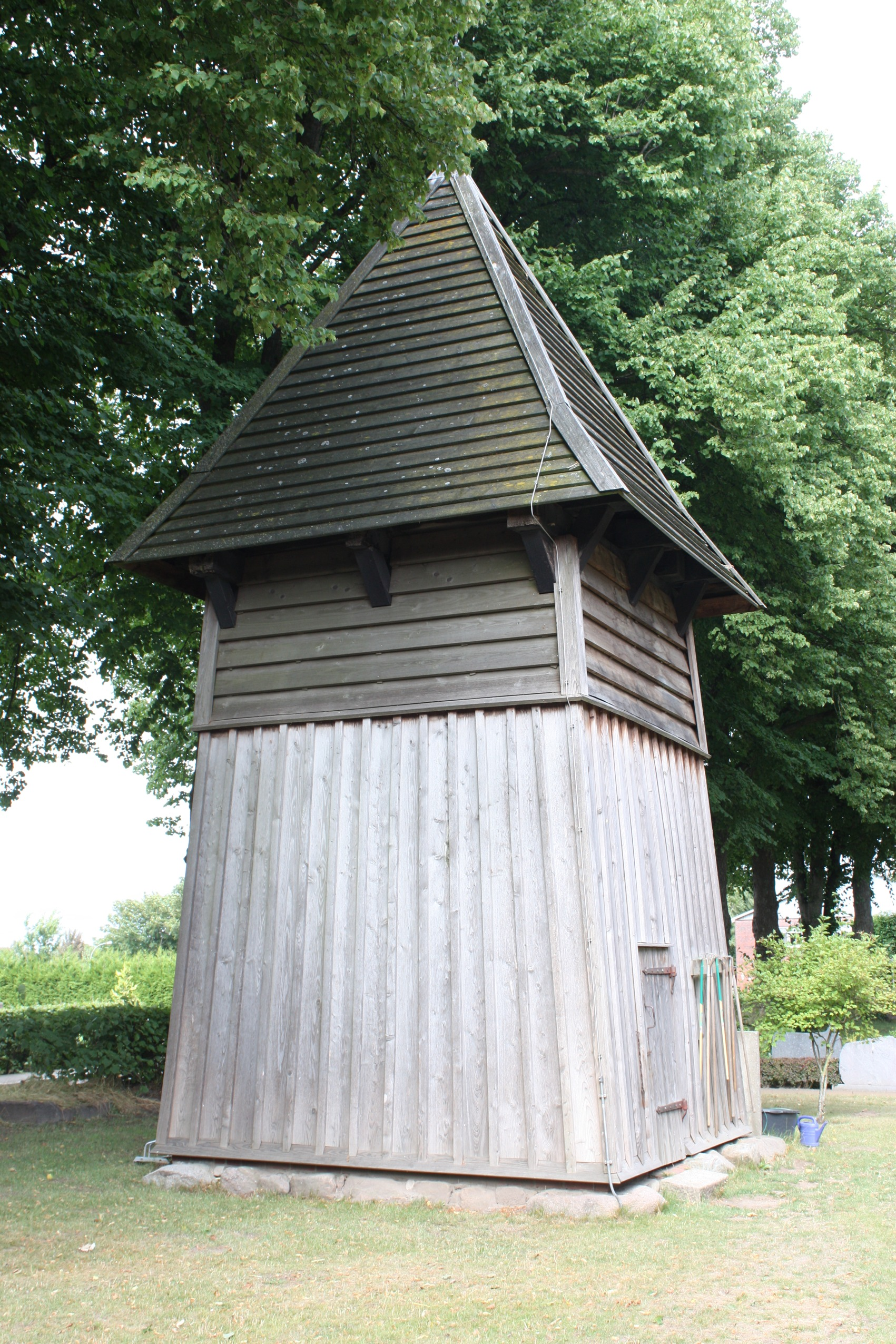
Glockenhaus

Die Dorfkirche Olderup ist ein geschütztes Kulturdenkmal mit der Objekt-ID 4119 im Denkmalschutzgesetz in Olderup, einer Gemeinde im Kreis Nordfriesland in Schleswig-Holstein. Die Kirchengemeinde Hattstedt-Olderup gehört zum Kirchenkreis Nordfriesland der Evangelisch-Lutherischen Kirche in Norddeutschland.

## Beschreibung
Die Saalkirche aus verputzten Feldsteinen stammt aus dem 12. Jahrhundert. Sie besteht aus einem Langhaus und einem eingezogenen, gerade geschlossenen Chor im Osten. Abseits steht ein viereckiges hölzernes Glockenhaus, in dessen Glockenstuhl eine Kirchenglocke hängt. 
Die Kirchenausstattung wurde nach einem Brand 1937 erneuert, nur das aus der Erbauungszeit stammende Taufbecken aus Granit blieb erhalten. Ein von Ursula Querner geschaffenes Kruzifix aus Bronze wurde 1963 angeschafft. Auf der Empore im Langhaus steht eine moderne Truhenorgel. An der Emporenbrüstung wurden 1988 drei geschnitzte Bildtafeln aus Eichenholz angebracht, die der Künstler Ulrich Lindow aus Schobüll geschaffen hat.